# Tempio romano di Château-Bas

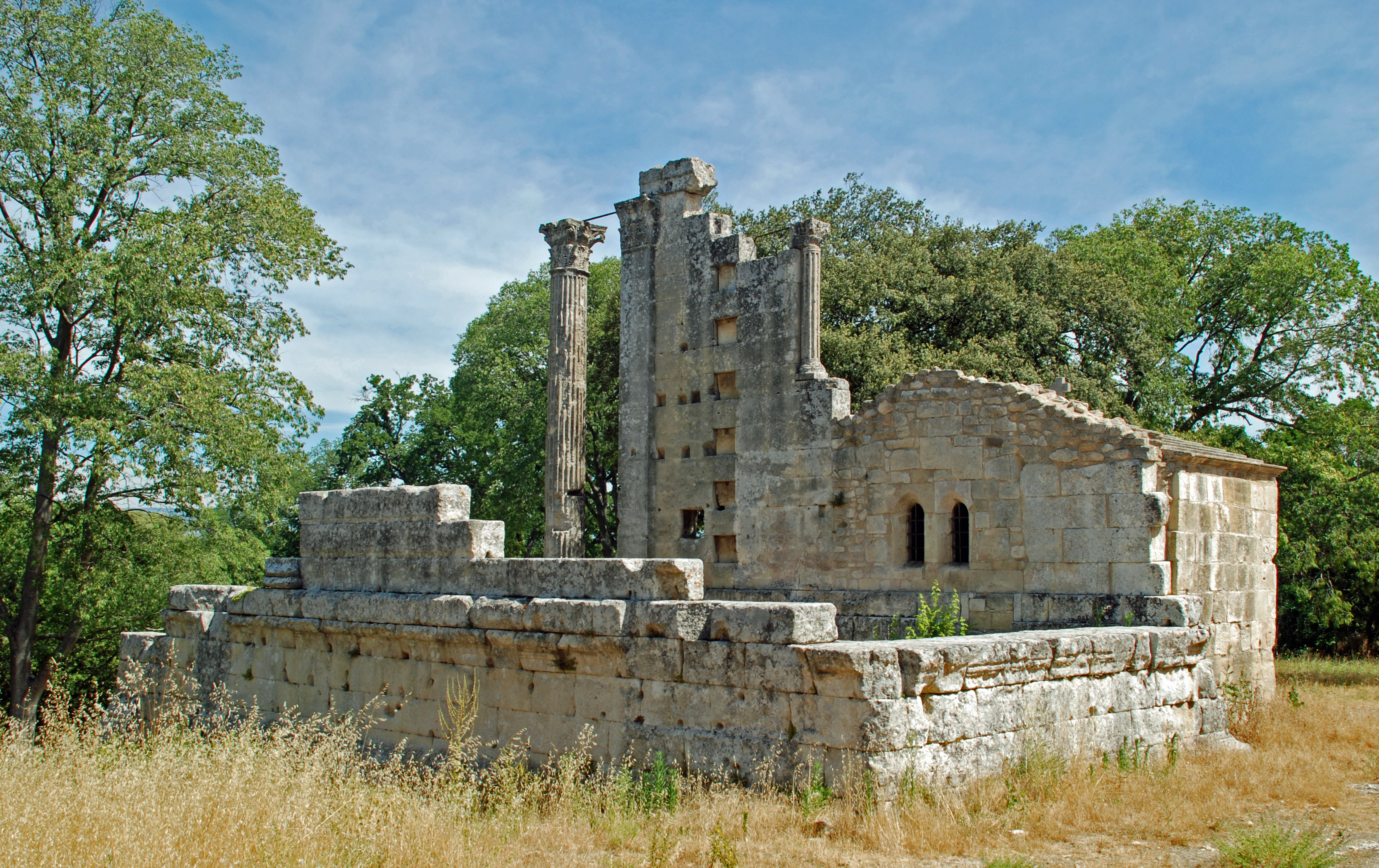
Il tempio romano di Château-Bas a Vernègues

Il tempio romano di Château-Bas, o tempio della Maison-Basse è un tempio romano di età primo-augustea, situato a Vernègues, nel dipartimento francese delle Bocche del Rodano.
I resti si trovano, nel parco del fondo vinicolo di Château-Bas, lungo la strada tra Vernègues e Cazan. Costruito alla fine del I secolo a.C. (30-20 a.C.), è stato classificato tra i monumenti storici francesi dal 1840.
Il tempio faceva parte di un santuario extraurbano nel territorio della colonia romana di Aquae Sextiae (Aix en Provence), disposto su almeno due terrazze e si trovava al centro di un recinto sacro semicircolare ed è collocato di fronte ad una sorgente che fu probabilmente l'elemento fondante del culto.
Il tempio sorgeva su un podio a cui si accedeva mediante una scalinata tra due ali.
Aveva un pronao con quattro colonne in facciata (tempio prostilo tetrastilo) e due sui lati: si conserva ancora la colonna laterale sul lato orientale, con fusto scanalato e capitello corinzio. Dietro il pronao era la cella decorata agli angoli da pilastri con fusto liscio e capitello corinzio.
Il tempio fu trasformato in chiesa nel XII secolo: a questa trasformazione si deve la realizzazione di un'apertura del muro della cella, inquadrata da una piccola colonna corinzia realizzata all'epoca copiando gli elementi del tempio romano.
Al muro orientale si appoggiò inoltre una cappella romanica (cappella di Saint-Cézaire), con una navata unica coperta a volta a tutto sesto e terminante con un'abside.

## Galleria d'immagini

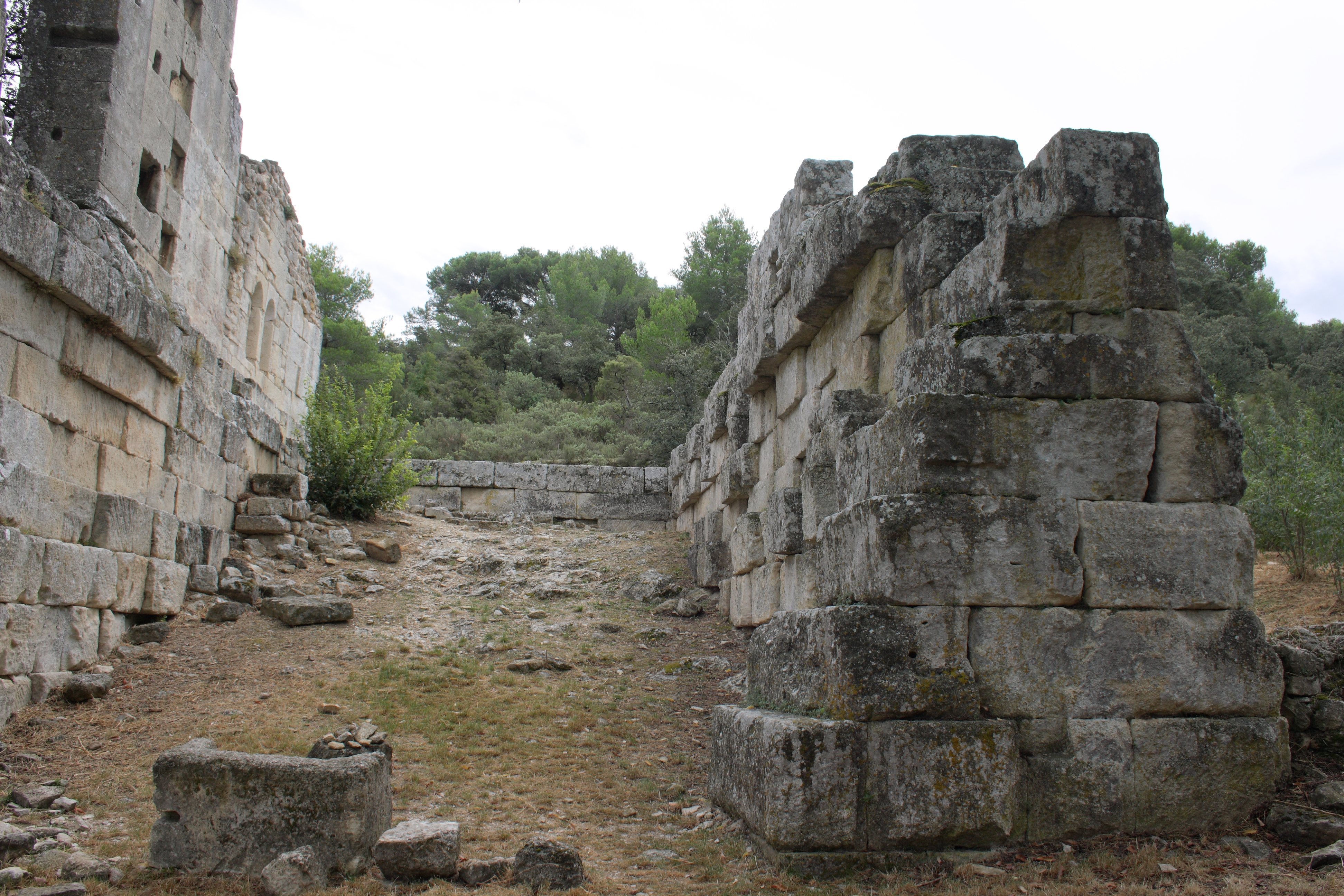
Resti del podio e del muro della cella (lato orientale), visti dall'interno dalla facciata
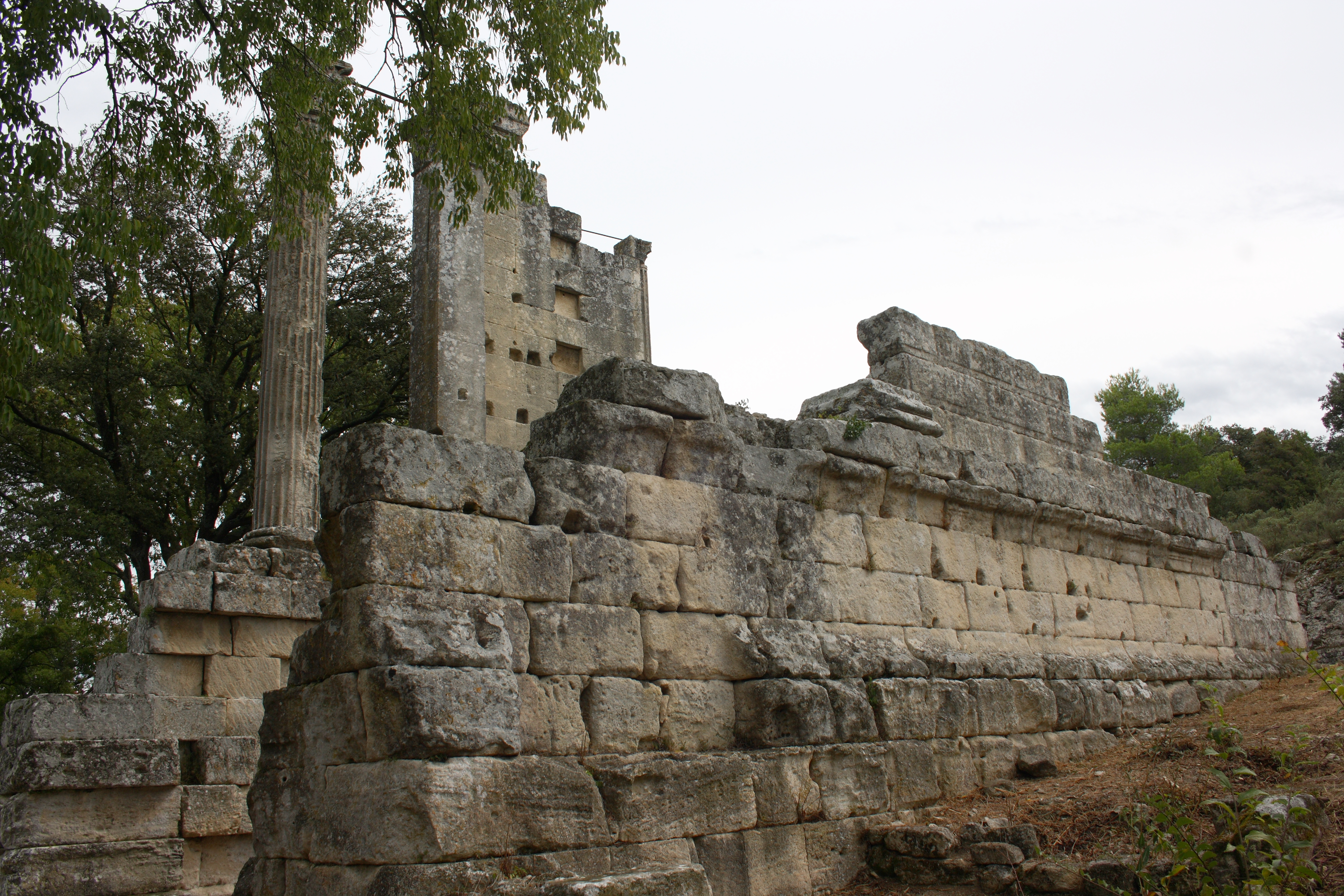
Resti del podio e di parte del muro della cella sul lato occidentale
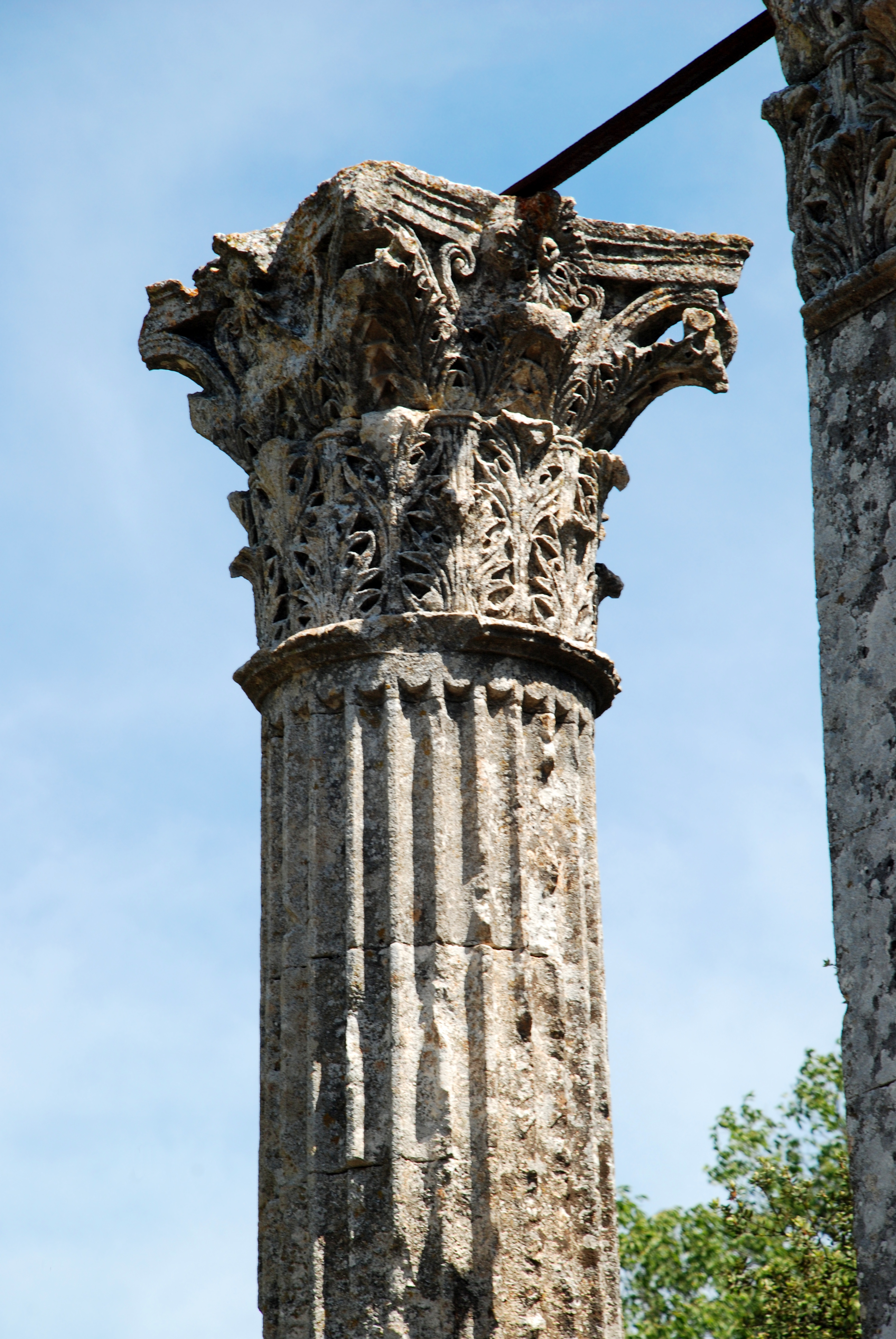
Il capitello corinzio della colonna conservata del pronao
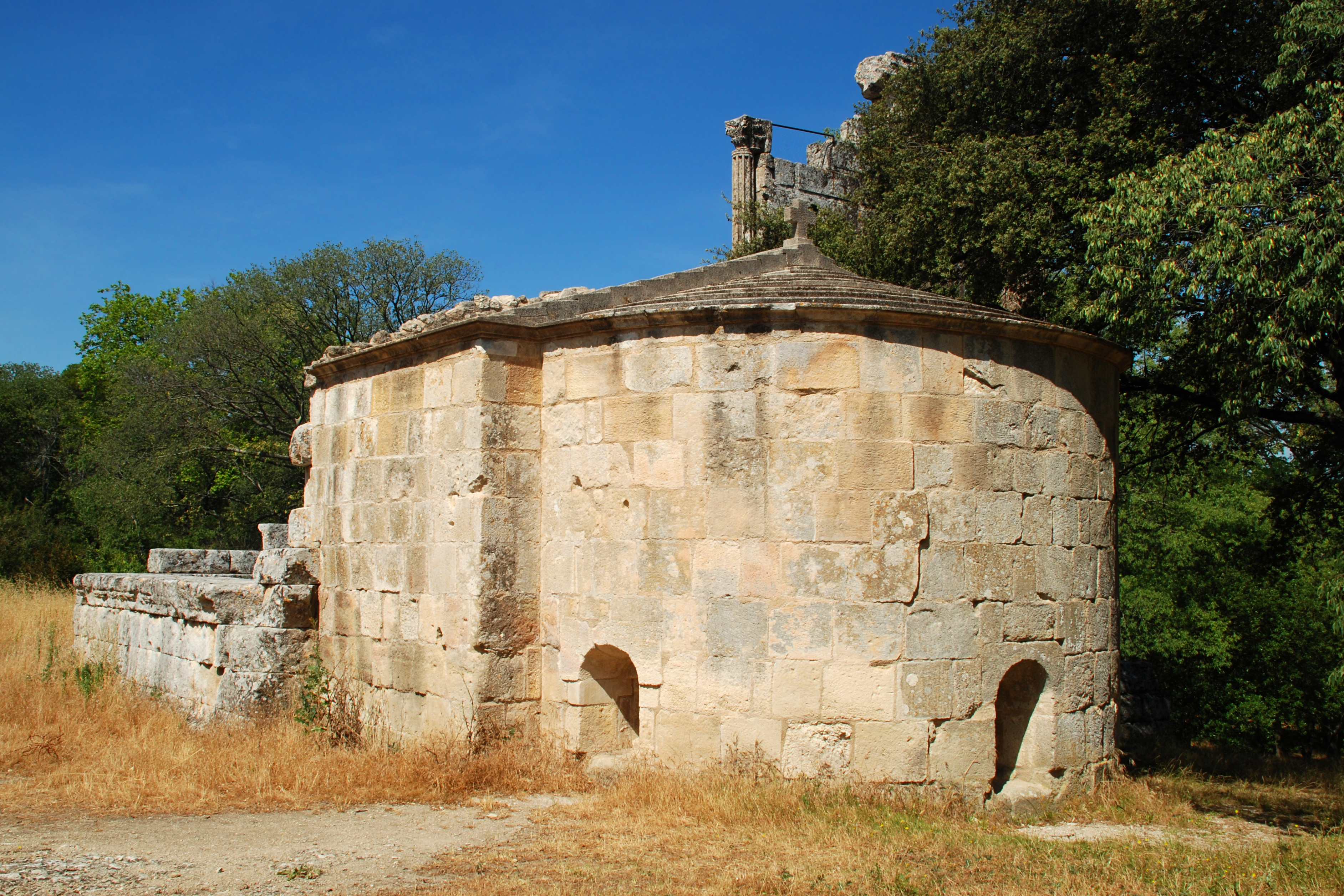
Cappella di Saint-Cézaire